# Субкон'юнктивальний крововилив

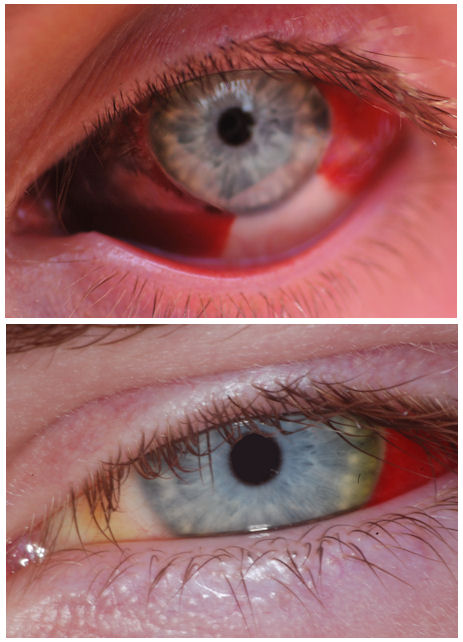
(Зверху) Гіпосфагма через один тиждень. (Знизу) Таж гіпосфагма через чотири тижні, частина крові набула жовтого забарвлення як при гематомі

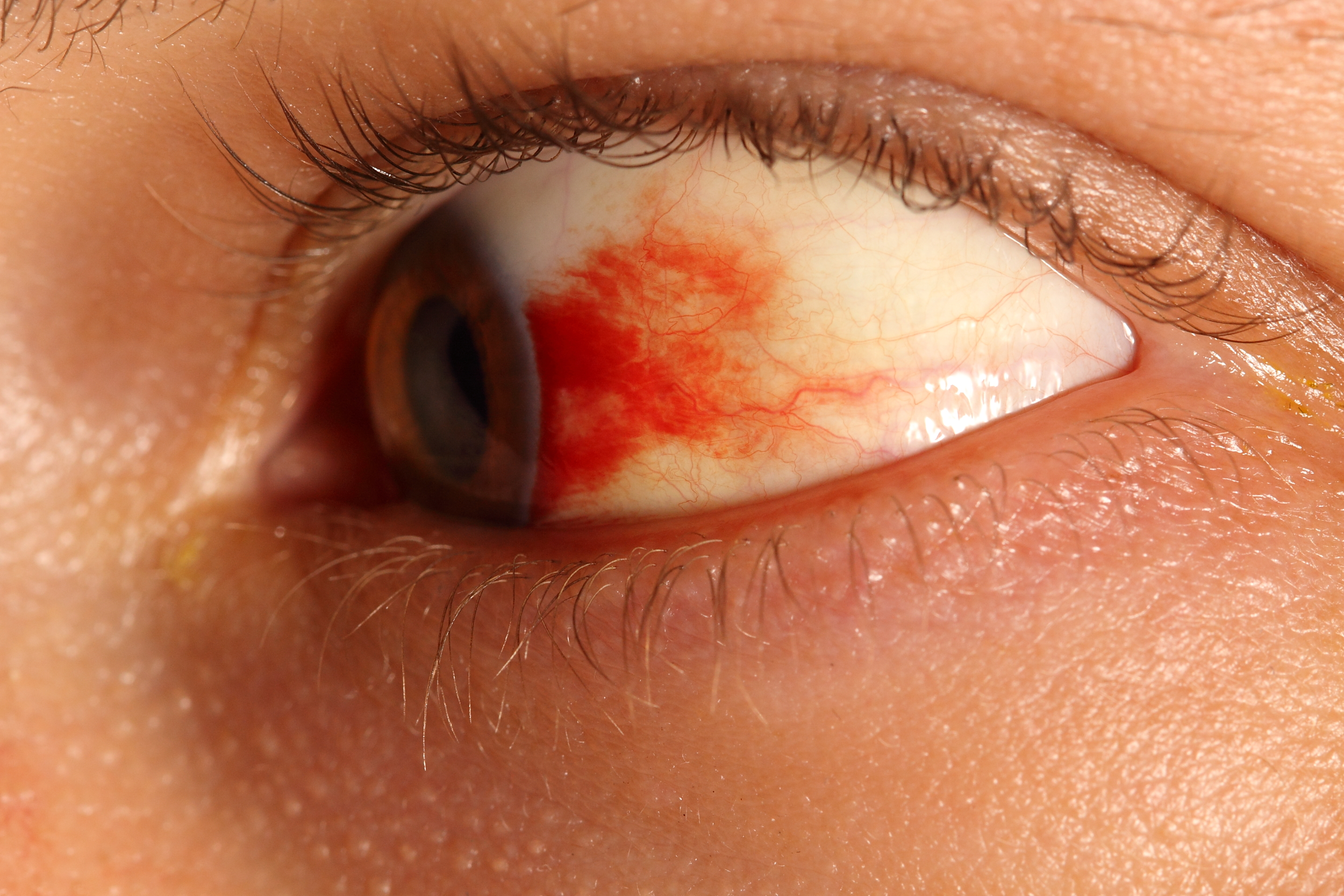
Субкон'юнктивальний крововилив через 48 годин

Субкон'юнктивальний крововилив або гіпосфагма — крововилив під кон'юнктиву.
Кон'юнктива містить багато маленьких ламких капілярів, які можуть легко пошкоджуватися. При їх пошкодженні кров просочується в простір між кон'юнктивою і склерою.
Звичайно крововилив під шкіру (синець) проявляється плямами чорного чи синього забарвлення, під прозорою кон'юнктивою крововилив спочатку має яскраво червоне забарвлення, пізніше колір може змінюватися і набувати зеленуватого і жовтого забарвлення. Гіпосфема, як правило, проходить безслідно протягом 2 тижнів.
Незважаючи на загрозливий вигляд субкон'юнктивальний крововилив в цілому безболісний і нешкідливий стан. Однак він може бути пов'язаний з підвищеним артеріальним тиском, травмою ока чи переломом основи черепа, якщо не видно задньої границі крововиливу.

## Причини
- Травма ока, голови
- Порушення коагуляції
- LASIK
- Гострий геморагічний кон’юнктивіт
- Лептоспіроз
- Коклюш
- Підвищений артеріальний тиск
- Дайвінг (при глибокому занурені повітря в масці може спричиняти сильне надавлювання на тканини обличчя і очей)

Субконюнктивальний крововилив у дітей може бути проявом цинги (дефіцит вітаміну С), насилля над дітьми чи синдрому травматичної асфіксії.
Субконюктивальний крововилив зазвичай не потребує лікування при умові відсутності інфікування та значної травми. Не рекомендують користуватися аспірином чи іншими НПЗП. Можна використовувати штучні сльози 4-6 разів на добу.